# Rónai Gyula (színművész, 1828–1874)

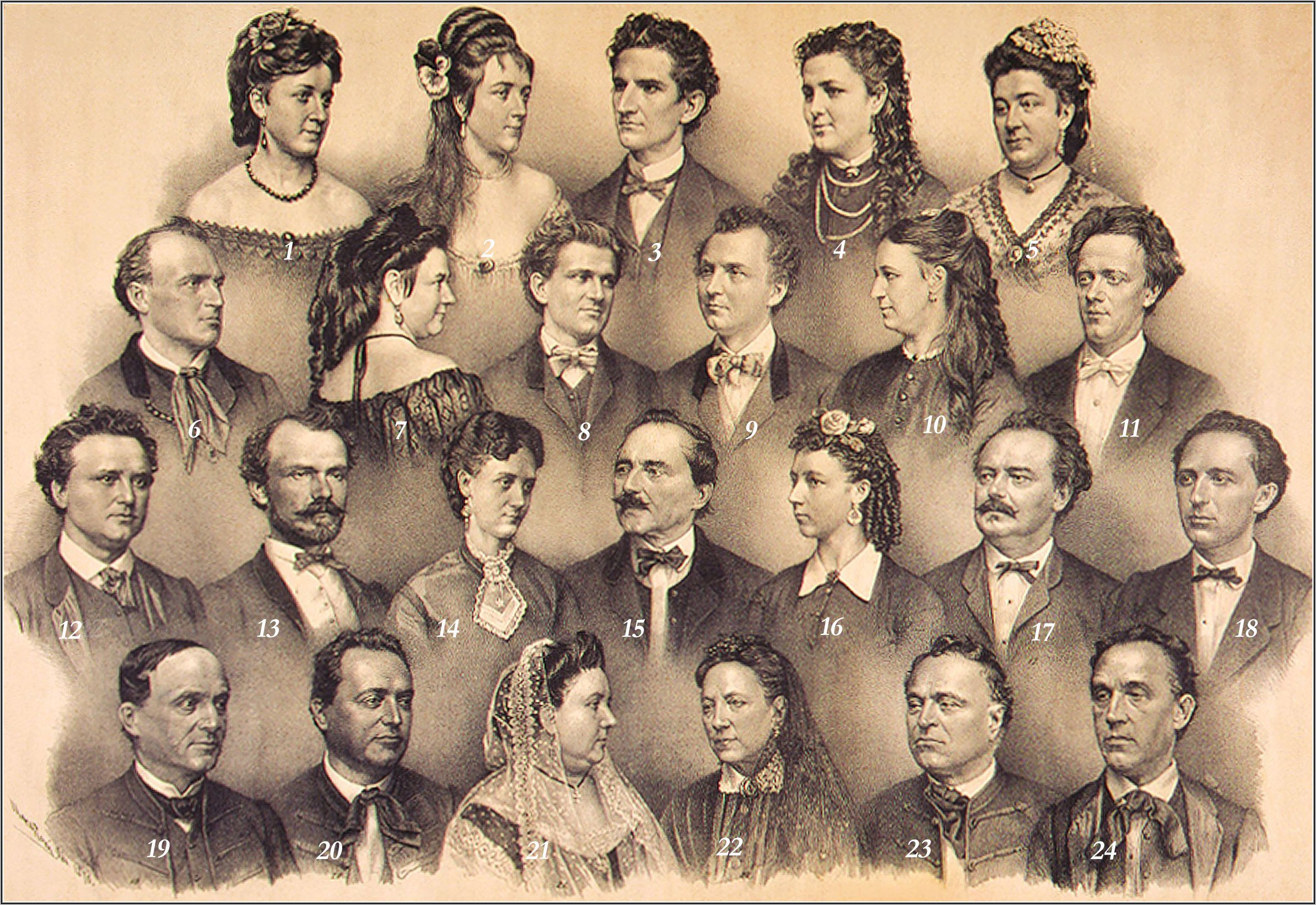
Az 1870-es debreceni színtársulatról készített tablón sorrendben a következő színészek láthatók: 1. Szakáll Róza (1848–1926); 2. Tannerné Szabó Róza, később Erkel Sándorné (1850–1922); 3. Bercsényi Béla (1844–1901); 4. Blaha Lujza (1850–1926); 5. Mándoky Béláné [Presly] Morzsai Emma (1844–1923); 6. Rónai Gyula (1828–1874); 7. Hetényi Laura, Molnárné (1830–1874); 8. Mándoky Béla (1839–1918); 9. Együd István (1838–1882); 10. Dalnoki Béniné, Konti Fáni (1842–1908); 11. Vízvári Gyula (1841–1908); 12. Gerecs János (1843–1910); 13. Dalfi Lőrinc; 14. Takács Emese, Bercsényiné (1847–1914); 15. Szabó József (1814–1875); 16. Szomolnoki Erzsi, Balla Istvánné; 17. Tanner István (1828–1878); 18. Dalnoki Béni (1838–1914); 19. Foltényi Vilmos (1820–1905); 20. Zöldi Miklós (1821–1876); 21. Foltényiné, Szákfy-Szabó Amália (1830–1901); 22. Zöldiné Szabó Julianna (1812–1886); 23. Dózsa József (1815–1886); 24. Philippovits István (1822–1885)

Id. Rónai Gyula, Mórocz József (Somlóvásárhely, 1828. január 6. – Nagyvárad, 1874. szeptember 4.) színész, rendező.

## Életútja
A nemes Morócz családból származott, apja Morócz József, anyja Mikovinyi Mária. 1828. január 7-én keresztelték. Jogi pályára készült, de hajlama a színpadra vitte és 1845-ben már színpadon volt. Budán játszott először, a Lorenzino címszerepében. Apja ezért megharagudott rá, hazavitte, azonban Rónai nemsokára újból visszatért a színészethez és néhány év leforgása után már mint híres tragikusról emlékeztek meg róla. 1850-ben Kilényi Dávid és Chiabay Pál egyesített társulatánál működött. 1859. április 6-án a Nemzeti Színházban vendégszerepelt, a Dózsa Györgyben és mindjárt első fellépésével meghódította a közönséget, majd a Nemzeti Színház tagja lett. 1862. február végétől április 13-ig Hubay Gusztávnál működött, Győrött, majd Fekete Pálnál, akinél művezető volt, majd 1863 nyarán és 1864 telén Reszler Istvánnál volt szerződésben, Győrött. 1872. április 3-án mint vendég újra fellépett a Nemzeti Színházban, Peturt játszotta ekkor, 8-án a Lowoodi árva Rochesterjét, 12-én Lear királyt játszotta. A vidék egyik legjobb Shakespeare-színésze volt. Jókai Mór is gratulált neki Dózsa György alakításához.
Rónai igen tehetséges színész volt; hatalmas hanggal, természetes tűzzel volt megajándékozva. Egyike volt a legszerencsésebb alkatú színpadi fejeknek, írja róla Egressy Gábor, — férfias, csengő hang, szabályos termet, rugalmas lélek, gyúlékony kedély. Annyira pedáns volt, hogy aznap, amikor kedvenc szerepét játszhatta, nem is ebédelt. Művészete oly magas fokon állott, hogy Egressyhez hasonlították és ezért mindenütt tisztelet és becsülés vette körül. Debrecenben, Nagyváradon, körülrajongott művész volt. Mándoky Béla búcsúztatta. Sírkőleleplezése 1875. szeptember 5-én volt. Az emlékkő megtört oszlop, befuttatva zöld folyondárral. Felirata: »A művész alkotásaiban halála után is él. A megtört oszlop hű jelképe életének.«
Neje Prielle Lilla színésznő, leánya Rónai Mari színésznő, aki 1862–1864-ben Győrött működött. 1871. június 13-án fellépett Nagyváradon, III. Richardban, majd mint debreceni színésznő, a Fernando című dráma Georgette szerepében mutatkozott be. 1877. október 4-én házasságot kötött Kiss Béla miskolci színésszel.

## Fontosabb szerepei
Lear király, Lugarto gróf (Chantilly-éj), Ralph (Londoni koldusok), Moor Ferenc (Haramiák), Macbeth, Shylock, Othello, Petur, III. Richárd, Károly király (Margót), Claude Frollo (Notre Dame), Balassa (Török János), XI. Lajos (Gringoire), Mortsauf (Völgy lilioma), Essex gróf, Gritti, Julius Caesar, Brankovics György, Alba herceg stb.

## Működési adatai
1850: Nagyvárad; 1852: Nagyvárad, Debrecen; 1852–53: Havi Mihály–Szabónál; 1854: Barassó; 1855: Szeged; 1856: Gyulai; 1857–59: Csabai Pál; 1862–64: Reszler István; 1864: Arad, Kassa.